# Коломбе ле Бел
Коломбе ле Бел (фр. Colombey-les-Belles) насеље је и општина у североисточној Француској у региону Лорена, у департману Мерт и Мозел која припада префектури Тул.
По подацима из 2011. године у општини је живело 1397 становника, а густина насељености је износила 79,42 становника/km². Општина се простире на површини од 17,59 km². Налази се на средњој надморској висини од 327 метара (максималној 406 m, а минималној 282 m).

## Демографија
| 1962. | 1968. | 1975. | 1982. | 1990. | 1999. | 2011. |
| ----- | ----- | ----- | ----- | ----- | ----- | ----- |
| 685   | 723   | 816   | 949   | 1.080 | 1.283 | 1.397 |

График промене броја становника у току последњих година